# The Tablet
The Tablet är en brittisk katolsk tidning med utgivning varje vecka, grundad 1840 och därmed den näst äldsta brittiska veckotidningen (äldst är The Spectator, som grundades 1828). Tidningen täcker nyheter inom politik, sociala frågor, litteratur och konst med särskild vinkling mot katolska frågor. Tidningen anses allmänt vara religiöst och teologiskt liberal; själv skriver tidningen att den är trogen mot Andra vatikankonciliet. Den har en upplaga om knappt 19 700 exemplar (2014)
Tidningens liberala profil har retat många - exempelvis fick nuvarande chefredaktör Catherine Pepinster besk kritik 2010 av Damian Thompson, som i en blogg på The Daily Telegraph kallade The Tablet för "a publication out of control" (ung. "en tidning som tappat vett och sant") för bland annat kritik av dåvarande påven Benedikt XIV men även givit den uppskattning. Till dess supportrar hörde kardinalen och ärkebiskopen i Wien Franz König. Den amerikanska katolska tidningen America är skapad med The Tablet som förebild. Under tidningens långa existens har kända författare som  Evelyn Waugh och Graham Greene skrivit i den, liksom kardinalerna Joseph Ratzinger och Giovanni Battista Montini innan de blev påvar. I mer modern tid har katolska teologer som Hans Küng, Eamon Duffy, Nicholas Lash och Tina Beattie skrivit i The Tablet liksom anglikanske biskopen Rowan Williams och personer kända främst för annat än kyrkligt engagemang såsom musikern och kompositören  David Willcocks, och de tidigare premiärministrarna Tony Blair och Gordon Brown.

## Historia
Första numret av tidningen gavs ut 16 maj 1840 av Frederick Lucas, en konvertit från kväkardomen. Tidningen var relativt dyr, och dess målgrupp var medlemmar av de gamla engelska katolska familjerna, varav många var välbärgade, snarareän de fattiga katolikerna i städerna som huvudsakligen var irländare. Lucas var en frispråkig och kontroversiell skribent som vann både vänner och fiender vilket ledde till ekonomiska svårigheter för tidningen. 1951 flyttade Lucas och därmed även The Tablet till irländska Dublin, där Lucas engagerade sig i politiken. lordlöjtnanten av Irland, lord George Clarendon, förklarade tidningen för "one of the most offensive and virulent newspapers in Europe" (ung. en av Europas mest frånstötande smitthärdar till tidning).
När John Wallis, en konvertit från Church of England, köpt tidningen flyttade den till London igen. Under Lucas hade tidningen lutat politiskt åt Whigs. Wallis var en lika färgstark skribent som Lucas men stödde Tories. Riktningsbytet var inte helt lätt för hela tidningens personal. Wallis kom bra överens med kardinal Nicholas Wiseman, och tidningen blev en halvofficiell kanal för publicering av påvliga dokument.
Näste ägare blev prästen, blivande ärkebiskopen av Westminster och kardinalen Herbert Vaughan (1832-1903) som även han själv till en början agerade chefredaktör. Under hans ledning förändrades The Tablet från en huvudsakligen nyhetstidning till mer av tidskrift. Vaughan stödde de åsikter om påvens ofelbarhet som snart skulle komma att slås fast som dogm av Första vatikankonciliet, och hans ultramontanism kostade tidningen många läsare. När Vaughan blev biskop i Salford överlät han tidningen till sin assistent George Elliott Ranken, men deltog fortfarande i dess produktion om än mindre intensivt
När Vaughan dog 1903 splittrades ägarskapet, men ärkestiftet Westminster och dess ärkebiskopar förblev formellt ansvariga för tidningen i 67 år tills ärkebiskopen, senare kardinalen Arthur Hinsley 1935 sålde tidningen till en grupp katolska lekmän. Sedan 1976 ägs tidningen av stiftelsen The Tablet Trust.

## Chefredaktörer
Listan är inte komplett. 
- Frederick Lucas (1840- ?)[8][9]
- John Wallis[10]
- Herbert Vaughan[8][10]
- George Elliot Ranken[8][12]
- John G. Snead-Cox (1884-1920)[8][12]
- James Milburn[12]
- Ernest Oldmeadow[12]
- Douglas Woodruff (1936-1967)[13]
- Tom Burnes (tidsperiod oklar men definitivt under 1968) [14]
- Catherine Pepinster (2004- )[1]